# Spansk akleja
Spansk akleja (Aquilegia pyrenaica) är en art i familjen ranunkelväxter från sydvästra Frankrike och Spanien.
Arten är mångformig och fyra underarter har urskiljts:
- subsp. pyrenaica
- subsp. cazorlensis
- subsp. discolor
- subsp. guarensis

## Synonymer
subsp. pyrenaica
Aquilegia alpina subsp. pyrenaica (DC.) Bonnier
Aquilegia aragonensis Willk.
Aquilina pyrenaea Bubani nom. illeg.
subsp. cazorlensis (Heywood) Galiano & Rivas Mart. 
Aquilegia cazorlensis Heywood
subsp. discolor (Levier & Leresche) Pereda & M. Laínz 
Aquilegia discolor Levier & Leresche
Aquilegia pyrenaica var. discolor (Levier & Leresche) Pau
subsp. guarensis (Losa) Rivas
Aquilegia guarensis Losa
Aquilegia viscosa subsp. guarensis (Losa) J.M. Monts.
- Wikimedia Commons har media som rör Spansk akleja.